# Ptelidium scandens
Ptelidium scandens är en benvedsväxtart som beskrevs av Henri Perrier de la Bâthie. Ptelidium scandens ingår i släktet Ptelidium och familjen Celastraceae. Inga underarter finns listade.